# Transit 5E-1

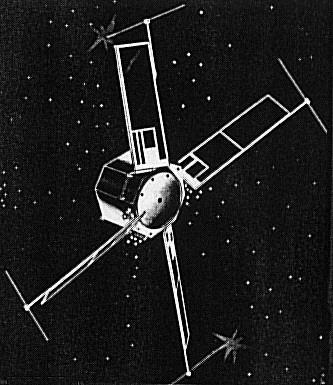
Transit 5E-1, 1963-038C

Transit 5E-1, também conhecido pelo seu designador internacional 1963-038C e referido às vezes como APL SN 39, foi um satélite artificial do Departamento de Defesa dos Estados Unidos lançado ao espaço no dia 28 de setembro de 1963 por meio de um foguete Thor a partir da Base da Força Aérea de Vandenberg.

## Características
O objetivo do Transit 5E-1 era realizar estudos de partículas carregadas e campos magnéticos e do espectro solar, bem como obter dados geodésicos. Dedicou-se a medir as variações temporais dos fluxos de elétrons e prótons, verificar o efeito da radiação em vários tipos de transistor, determinar a eficiência de sete tipos de revestimento térmico e dos recobrimentos protetores de células solares para proteger da radiação.
O Transit 5E-1 foi lançado em uma órbita polar a partir da qual realizou medições de geomagnetismo e geodésicos além de efetuar diversos experimentos tecnológicos. A alimentação elétrica vinha de quatro painéis solares e levava transmissores que emitiam em 136, 162 e 324 MHz. O transmissor de 162 MHz falhou em 19 de março de 1964.
Depois de agosto de 1969 o satélite passou a recolher dados apenas esporadicamente. Os últimos dados foram coletados em novembro de 1974.

## Instrumentos
O Transit 5E-1 levava a bordo os seguintes instrumentos e experiências:
- Três detectores onidirecionais de partículas para medir a intensidade combinada de elétrons e prótons.[2][5]
- Um espectrômetro de elétrons composto por cinco detectores para medir a intensidade direcional de elétrons com energias maiores que 0,28, 1,2, 2,4 e 3,6 MeV. O instrumento orientava o seu eixo na direção normal à do campo magnético terrestre.[2][5]
- Dois espectrômetros de prótons, cada um com dois sensores e três níveis de discriminação eletrônica em diferentes combinações para medir a intensidade direcional dos prótons em intervalos de energia de 1,2 a 2,2 MeV, 2,2 a 8,5 MeV, 8,5 a 25 MeV e 25 a 100 MeV. Um dos espectrômetros orientava o seu eixo na direção normal à do campo magnético terrestre e o outro na direção paralela à do campo.[5]
- Um experimento de células solares.[2]
- Um experimento de recobrimento térmico.[2]
- Um experimento de confiabilidade de circuitos com transistores.[2]
- Um sensor solar de atitude nos três eixos.[2]
- Um magnetômetro triaxial de porta de fluxo que fazia medições a cada 2,4 vezes por minuto, principalmente para determinar a atitude do satélite e mantê-lo controlado.[2][6]

O pesquisador principal dos instrumentos de partículas (detectores e espectrômetros) foi o doutor Carl O. Bostrom e do magnetômetro triaxial foi o Alfred J. Zmuda.

## Resultados
O Transit 5E-1 continuou fazendo medições após cumprir todos os seus objetivos. As medidas aplicadas permitiram medir o decaimento de um cinturão de radiação artificial, medir as variações, tempo de vida e tempos de resposta para a atividade magnética dos elétrons na área externa do cinturão de radiação, verificar se a distorção do cinturão de radiação entre a zona diurna e noturna, medir a perda de partículas sobre a anomalia do Atlântico Sul, descobrir um ciclo de 27 dias (igual ao período de rotação do Sol) na intensidade dos elétrons presos na zona exterior, caracterizar o comportamento dos elétrons da área externa durante os momentos de atividade magnética e estudar os efeitos de um evento solar de emissão de prótons energéticos ao longo da magnetosfera, e ajudar a criar o modelo de computador AP-8 do fluxo estável de prótons presos com intervalos de energia entre 0, 1 e 400 MeV.
Os experimentos solares contribuíram para a compreensão da variação solar a longo e curto prazo e permitiram desenvolver uma proteção melhorada para as células solares no espaço. As medições do magnetômetro permitiram detectar um dos componentes das ondas hidromagnéticas transversais, mostrando que essas ondas aparecem principalmente nas regiões aurorais com valores entre 25 e 400 nT, representando somente 1% do valor do campo magnético total à altura do satélite. Ao todo, o Transit 5E-1 detectou até 100 ondas hidromagnéticas.